# Mount Aciar
Mount Aciar ist ein 1300 m hoher Berg auf der Brabant-Insel im Palmer-Archipel. Er ragt in den Entstehungsgebieten des Rush-Gletschers und des Jenner-Gletschers in den Solvay Mountains auf.
Die Bezeichnung Monte Primer Teniente Aciar taucht erstmals auf einer argentinischen Karte im Jahr 1957 auf. Das UK Antarctic Place-Names Committee benannte ihn 1960 in Mount Ehrlich nach dem deutschen Mediziner Paul Ehrlich (1854–1915) um. Das Advisory Committee on Antarctic Names hielt jedoch 1965 an der ursprünglichen Benennung des Berges fest, der in Argentinien heute verkürzt Monte Aciar heißt.